# Neptis swinhoei
Neptis swinhoei är en fjärilsart som beskrevs av Butler 1883. Neptis swinhoei ingår i släktet Neptis och familjen praktfjärilar. Inga underarter finns listade i Catalogue of Life.